# Аннетт Нойманн
Аннетт Нойманн (нім. Annett Neumann, 31 січня 1970) — німецька велогонщиця.
Срібна призерка Олімпійських Ігор 1992 року в індивідуальному спринті, учасниця 1996 року.